# Bremia ciliata
Bremia ciliata är en tvåvingeart som beskrevs av Jean-Jacques Kieffer 1904. Bremia ciliata ingår i släktet Bremia och familjen gallmyggor.
Artens utbredningsområde är Frankrike. Inga underarter finns listade i Catalogue of Life.